# سوپرمن: سایه‌های آپوکالیپس
سوپرمن: سایه آپوکالیپس (به انگلیسی: Superman: Shadow of Apokolips) یک بازی ویدئویی در ژانر اکشن-ماجراجویی است که توسط آتاری اس‌ای برای کنسول پلی‌استیشن ۲ و گیم‌کیوب در سال ۲۰۰۲ منتشر شد. این بازی بر اساس سریال پویانمایی سوپرمن: مجموعه پویانمایی است. دنباله این بازی تحت عنوان شمارش معکوس آپوکالیپس در سال ۲۰۰۳ برای گیم بوی ادونس منتشر شد.

## خلاصه داستان
سوپرمن که ابتدا تصور می‌کرد گروه اینترگنگ دوباره فعال شده است، متوجه می‌شود موجوداتی که در متروپلیس هرج و مرج ایجاد کرده‌اند، در واقع گروهی از ربات‌ها هستند که از روش‌های قدیمی اینترگنگ تقلید می‌کنند. این ربات‌ها که «اینتربات» نامیده می‌شوند، به سلاح‌های پیشرفته‌ای مجهزند که حتی قادر به آسیب زدن یا کشتن سوپرمن هستند. این ربات‌ها تحت فرمان لکس لوتر قرار دارند که در پنهان با دارک ساید همکاری می‌کند.
سوپرمن با کشف اینکه سلاح‌ها از آپوکالیپس منشأ گرفته‌اند، تصمیم می‌گیرد این ربات‌ها و تسلیحاتشان را نابود کند. در این راه، او با انبوهی از دشمنان که لوتر برای مقابله با او می‌فرستد روبرو می‌شود. پارازایت، متالو و لایووایر برای کشتن سوپرمن اجیر شده‌اند تا اینتربات‌ها بتوانند بدون مانع به دستورات لوتر عمل کنند.

## بازخوردها
| گردآورنده  | امتیاز                   |
| ---------- | ------------------------ |
| گیم‌رنکینگز | (PS2) 65.46% (GC) 64.37% |
| متاکریتیک  | (GC) 66/100 (PS2) 64/100 |

| ناشر                    | امتیاز                   |
| ----------------------- | ------------------------ |
| آل‌گیم                   | [ ۵ ]                    |
| الکترونیک گیمینگ مانثلی | 6.8/10                   |
| گیم اینفورمر            | (PS2) 7/10 (GC) 6.5/10   |
| گیم‌پرو                  | [ ۹ ]                    |
| گیم‌اسپات                | (PS2) 6.4/10 (GC) 6.2/10 |
| گیم‌اسپای                | (PS2) · (GC)             |
| گیم‌زون                  | 6.9/10                   |
| آی‌جی‌ان                  | (PS2) 7/10 (GC) 6.5/10   |
| مجله ان‌جی‌سی             | (NGC) 60/100             |
| نینتندو پاور            | (NGC) 3.2/5              |
| اوپی‌ام (ایالات متحده)   | [ ۱۹ ]                   |
| Entertainment Weekly    | C−                       |
| PlayStation World       | (PS2) 3/10               |

این بازی با نقدهای مثبت و متوسط همراه بود… سایت متاکریتیک به نسخه گیم‌کیوب نمره ۶۶ و به نسخه پلی‌استیشن ۲ نمره ۶۴ از ۱۰۰ داد.